# Dendrobium crispatum
Dendrobium crispatum är en orkidéart som först beskrevs av Johann Georg Adam Forster, och fick sitt nu gällande namn av Olof Swartz. Dendrobium crispatum ingår i släktet Dendrobium, och familjen orkidéer.
Artens utbredningsområde är Sällskapsöarna. Inga underarter finns listade i Catalogue of Life.